# Duo Friberg
Duo Friberg (duo FriBerg) är en duo bestående Per Friman (saxofon) och Joakim Berg (slagverk). Duon bildades 2003 och har sedan dess arbetat för att utveckla musiken för saxofon och slagverk i samarbete med flera av Sveriges ledande kompositörer. Förutom samtida musik utövar duon traditionell västerländsk klassisk musik.
Duon släppte i oktober 2008 sin första, egenproducerade skiva The Sound of duo FriBerg. Man har även spelat in för skivbolaget Naxos.
Under sina första tio år gav duon ett stort antal turnéer och fristående konserter, däribland en lunchkonsert i Sveriges Radio P2 år 2005. I samband med duons tioårsjubileum 2013 framförde de en helaftonskonsert tillsammans med Musica Vitae. Konserten direktsändes i Sveriges Radio P2 och innehöll uruppföranden av verk av Molly Kien och Andrea Tarrodi samt verk av Wolfgang Amadeus Mozart och Richard Strauss.

## Utmärkelser
- 2014 – Fortbildningsstipendium i ensemblespel, Kungliga Musikaliska Akademien[6]
- 2015 – Stipendium, Sten K. Johnsons stiftelse[7]